# Cilavegna
Cilavegna (AFI: /ʧilaˈveɲɲa/; Silavégna in dialetto vigevanasco, anticamente Siravegna) è un comune italiano di 5 407 abitanti della provincia di Pavia in Lombardia, a 46 km da Milano. Si trova in Pianura Padana e precisamente nella regione della Lomellina.
La cittadina è legata a un'antica tradizione agricola, in epoca romana con la produzione di vino e ora quella di asparagi rosa, mentre a partire dal XX secolo ha visto la nascita di un polo industriale poco fuori dal centro abitato. La prima pagina di storia dettagliata e precisa intorno al paese è costituita dalla concessione di Re Berengario I, un documento che non porta data, ma sicuramente anteriore al 25 dicembre 915, anno della sua incoronazione a Roma.
All'interno del romanzo psicologico Ipotesi di cacciatore di Gregorio Ponci, nel quale la famiglia del personaggio principale, Viscardo, affonda le sue origini dal XVIII secolo in Cilavegna, sono citate anche le più antiche denominazioni di Cilavinnis, Cellavegna, Celavegno.

## Geografia fisica

### Territorio

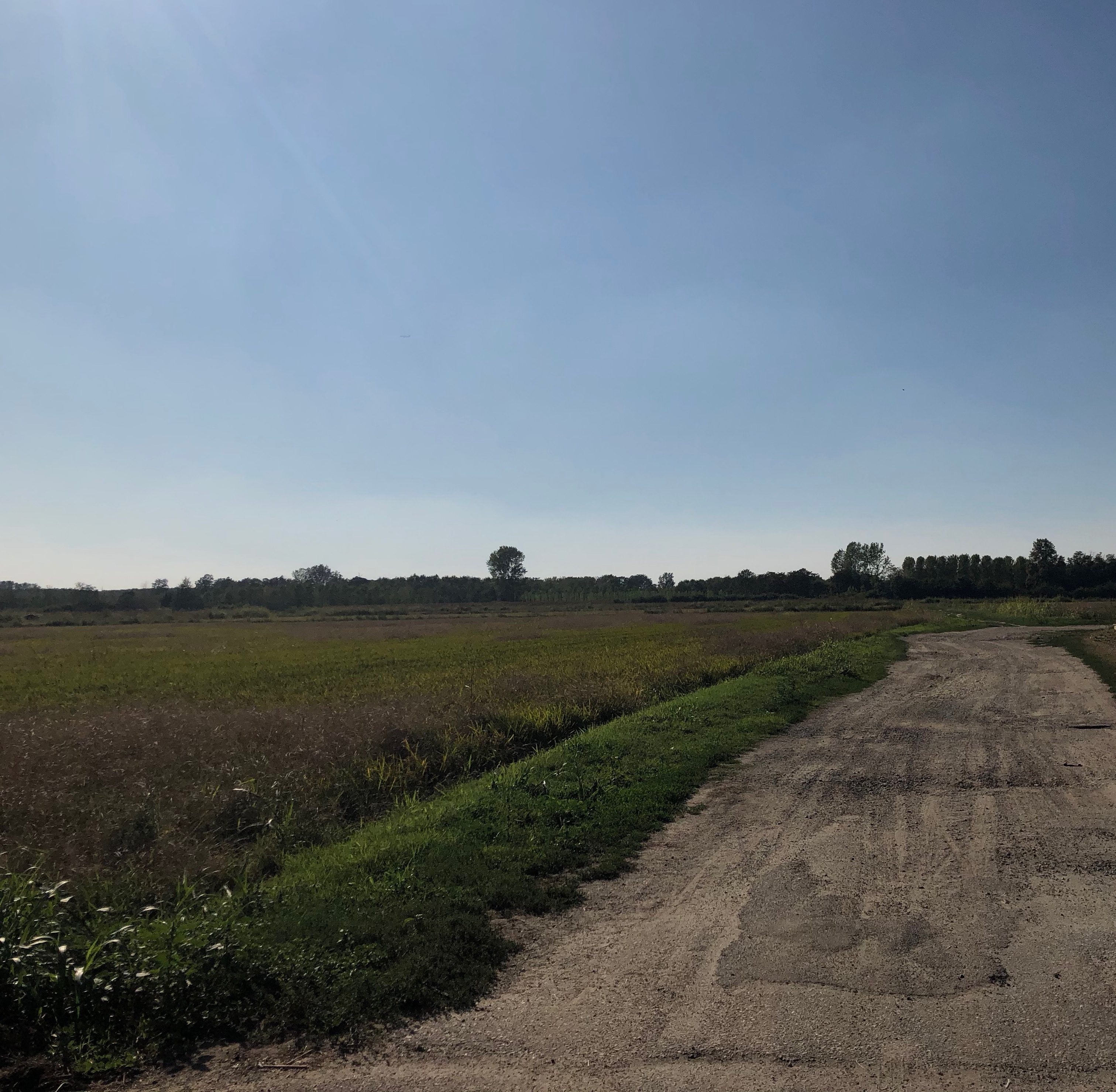
Scorcio del paesaggio rurale di Cilavegna

Il territorio di Cilavegna è compreso nella pianura Padana. Il comune è situato accanto al confine con il Piemonte (provincia di Novara) ed è inserito nell'area dell'Alta Lomellina, ovvero un territorio nella zona sud-occidentale della Lombardia tra il Sesia (a ovest), il Po (sud-ovest), il Ticino (a est) e il Basso Novarese (a nord).
La zona del cilavegnese si presenta prevalentemente pianeggiante (a 115 m s.l.m.) con alcune zone sabbiose in rilievo ed è contraddistinta da un'unica grande area boschiva (il Bosco Oliva) che oggi è tutelato dall'amministrazione comunale: questi ne conserva la proprietà, ma ha lasciato il libero accesso a un'associazione di appassionati locali affinché si possa avviare la ricostruzione del bosco con sole specie autoctone.
L'economia, prevalentemente agricola, ha modificato l'ambiente locale perché diventasse propedeutico a vari tipi di colture; in particolare, il paesaggio è caratterizzato da una fitta rete di canali e fossi, mentre la vegetazione si arricchisce di campi di granoturco, risaie, pioppeti e castagneti. La mappatura idrografica evidenza alcuni fontanili, utili ad alimentare i corsi d'acqua: il fontanile dei Serami, altri due col nome di fosso Pavese, lungo i confini con Gravellona e Cassolnovo, la fontana Amalia, verso Albonese, e i fontanili Boniforti e Cariariolo, nella regione Calderlina.
Un documento che chiarisce meglio il perché della conformazione dei canali a Cilavegna è il Super aquis derivandis et conducendis, una legge emanata da Gian Galeazzo Maria Sforza il 14 giugno 1483: con essa venne sancito che le acque dei canali (come ad esempio la Biraghetta) dovevano derivare necessariamente dal fiume Sesia e non dal più vicino fiume Agogna, poiché le acque di quest'ultimo erano riservate al comune di Mortara, che, nei pressi di Nicorvo, derivava una sua roggia comunale.
Per quanto riguarda il rischio sismico, Cilavegna è classificata a bassissimo rischio (Zona 4).

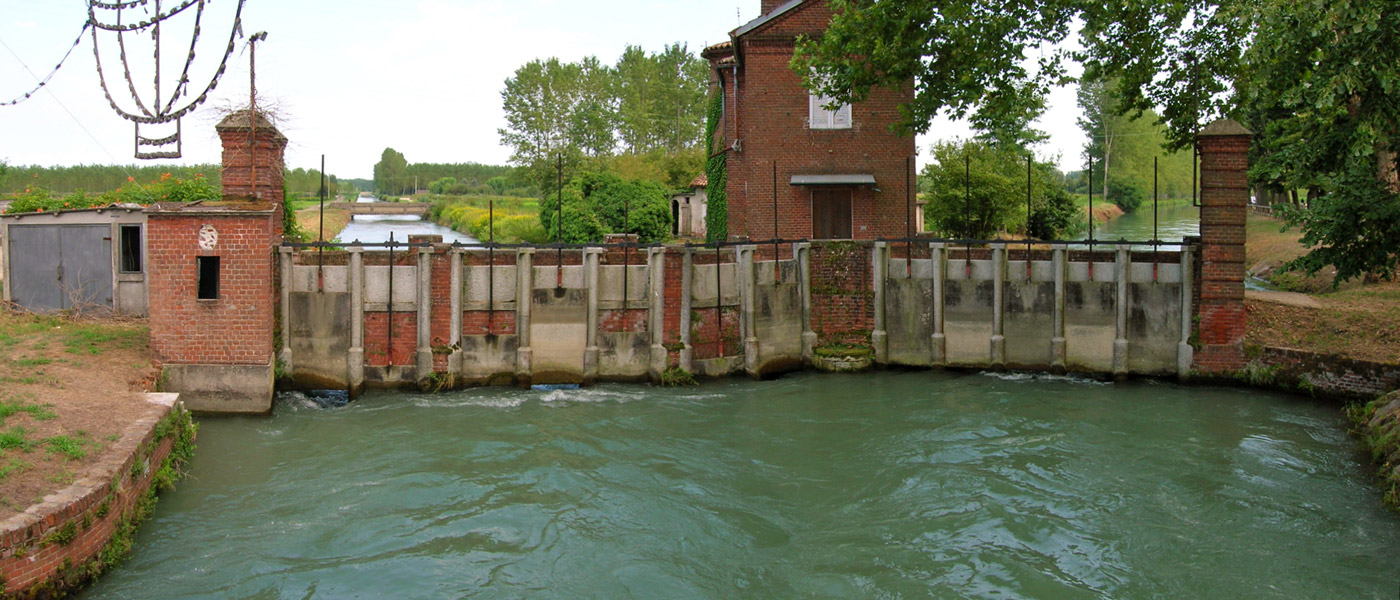
Diramatore del canale Quintino Sella

### Clima
Il clima è tipico dei comuni dell'alta Lomellina, ma, data la vicinanza con il Piemonte (in particolare Novara), i dati climatici sono paragonabili con quelli registrati dalla stazione meteorologica di Cameri (NO): nel corso degli anni gli inverni sono diventati sempre meno rigidi, ma le temperature rimangono comunque intorno allo 0 °C; i mesi più caldi, invece, si caratterizzano di temperature sempre maggiori. A causa del riscaldamento globale, inoltre, le nevicate invernali risultano rare e spesso limitate ai mesi più freddi, mentre in estate è comune il fenomeno dell'afa.
| NOVARA CAMERI (1971-2000)       | Mesi         | Mesi         | Mesi         | Mesi        | Mesi        | Mesi        | Mesi        | Mesi        | Mesi        | Mesi        | Mesi         | Mesi         | Stagioni | Stagioni | Stagioni | Stagioni | Anno    |
| NOVARA CAMERI (1971-2000)       | Gen          | Feb          | Mar          | Apr         | Mag         | Giu         | Lug         | Ago         | Set         | Ott         | Nov          | Dic          | Inv      | Pri      | Est      | Aut      | Anno    |
| ------------------------------- | ------------ | ------------ | ------------ | ----------- | ----------- | ----------- | ----------- | ----------- | ----------- | ----------- | ------------ | ------------ | -------- | -------- | -------- | -------- | ------- |
| T. max. media (°C)              | 5,7          | 8,3          | 13,2         | 17,0        | 21,4        | 25,5        | 28,3        | 27,9        | 23,7        | 17,5        | 10,8         | 6,6          | 6,9      | 17,2     | 27,2     | 17,3     | 17,2    |
| T. min. media (°C)              | −2,9         | −1,5         | 1,4          | 5,1         | 10,0        | 13,4        | 15,8        | 15,7        | 11,9        | 6,6         | 1,6          | −1,7         | −2,0     | 5,5      | 15,0     | 6,7      | 6,3     |
| T. max. assoluta (°C)           | 21,0 (2000)  | 24,0 (1990)  | 26,8 (1997)  | 27,0 (1984) | 30,4 (1986) | 34,4 (1996) | 36,0 (1983) | 35,8 (1974) | 33,2 (1983) | 30,2 (1997) | 21,2 (1979)  | 15,5 (1979)  | 24,0     | 30,4     | 36,0     | 33,2     | 36,0    |
| T. min. assoluta (°C)           | −17,0 (1985) | −13,4 (1987) | −11,1 (1971) | −3,8 (1987) | −1,8 (1979) | 3,2 (1974)  | 7,0 (1974)  | 6,0 (1995)  | 1,6 (1974)  | −7,6 (1997) | −10,0 (1975) | −12,3 (1973) | −17,0    | −11,1    | 3,2      | −10,0    | −17,0   |
| Giorni di calura (Tmax ≥ 30 °C) | 0,0          | 0,0          | 0,0          | 0,0         | 0,0         | 2,5         | 10,6        | 9,0         | 0,0         | 0,0         | 0,0          | 0,0          | 0,0      | 0,0      | 22,1     | 0,0      | 22,1    |
| Giorni di gelo (Tmin ≤ 0 °C)    | 23,4         | 18,6         | 10,2         | 2,2         | 0,2         | 0,0         | 0,0         | 0,0         | 0,0         | 2,2         | 11,8         | 21,1         | 63,1     | 12,6     | 0,0      | 14,0     | 89,7    |
| Precipitazioni (mm)             | 69,5         | 66,1         | 87,4         | 93,3        | 125,0       | 84,5        | 56,3        | 82,5        | 97,1        | 119,2       | 101,7        | 54,7         | 190,3    | 305,7    | 223,3    | 318,0    | 1 037,3 |
| Giorni di pioggia               | 6,3          | 4,9          | 6,0          | 8,5         | 9,3         | 7,4         | 5,2         | 6,6         | 6,3         | 6,9         | 6,7          | 5,8          | 17,0     | 23,8     | 19,2     | 19,9     | 79,9    |
| Giorni di nebbia                | 18           | 12           | 5            | 1           | 1           | 1           | 0           | 1           | 4           | 13          | 15           | 17           | 47       | 7        | 2        | 32       | 88      |
| Umidità relativa media (%)      | 81           | 76           | 70           | 72          | 73          | 73          | 71          | 74          | 75          | 79          | 83           | 83           | 80       | 71,7     | 72,7     | 79       | 75,8    |

- Classificazione climatica: zona E, 2673 GG[15]

## Origine del nome
Un'ipotesi vede Cilavegna come nome composto: la prima parte è la parola cella, la quale richiama al significato di deposito dell'annona militare, ovvero un tipico insediamento romano lungo le vie dell'Impero; il secondo termine, vegna, indica l'antica coltivazione prevalente in questo luogo: le vigne.
Tale ipotesi può essere confermata grazie a una concessione fatta da re Berengario I, datata presumibilmente tra gli anni 911 e 915, che riporta il nome Cilavinnis, molto vicino al latino vinea o vinum.
Il processo che nei secoli ha portato al toponimo Cilavegna consiste nella comparsa, dovuta soprattutto ai dialetti locali, della g nell'ultima sillaba e nella variatio tra il maschile e il femminile: Celavegna nel 1164, Cellavegna nel 1181, nel 1220, nel 1250, Cillavegna nel 1181, Celavegno nel XII secolo, Cellavigna nel 1219.
Analizzando l'evoluzione del nome si comprende come il toponimo si sia avvicinato progressivamente ai termini cella e vinea, a confermare l'origine romana del nome, che vede in deposito presso le vigne la sua accezione più verosimile.

## Storia

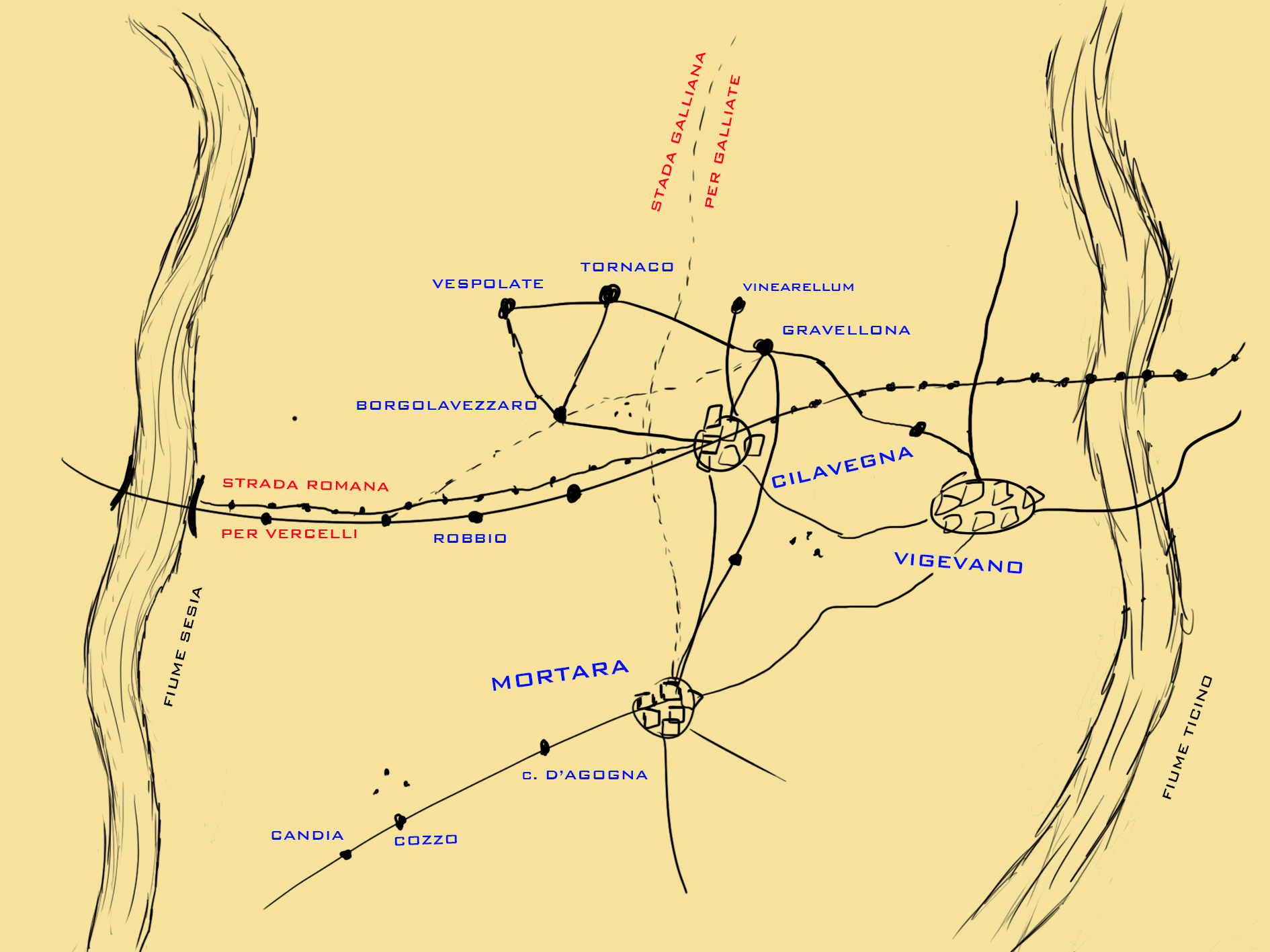
Riproduzione (con nomi moderni) della cartina presente nella concessione di Berengario I

La zona in cui sorge l'odierno comune di Cilavegna cominciò a essere abitata fin dal Mesolitico, ma i ritrovamenti più antichi, corrispondenti ad alcune tombe dell'età del Bronzo, risalgono al 1300 a.C., periodo che aprì a una serie di dominazioni su quelle terre da parte di Levi, Galli e Romani. Questi controllarono la cosiddetta Gallia Cisalpina a partire dal I secolo a.C. e trasformarono la viabilità edificando una rete di strade utile a semplificare i lunghi spostamenti degli eserciti verso l'Europa centrale; in particolare, sorsero in questo periodo diversi accampamenti con il semplice scopo di rifornire di viveri i soldati in sosta: uno di questi castrum era quello di cella ad vineas, odierna Cilavegna, che si trovava nella posizione strategica tra la via Galliana e quella per Vercellae (Vercelli).
Durante l'epoca medioevale Cilavegna divenne la sede di un giudice (gastaldo, preposto alla supervisione delle opere del duca, mentre, a partire dalla conquista di Carlo Magno, il borgo venne posto alle dipendenze dei conti di Lomello; fu questo ultimo periodo a vedere la nascita del castello, poiché nel X secolo d.C., su concessione di re Berengario I, venne realizzata una prima linea di difesa contro l'invasione degli Ungari. Gli eventi che seguirono riguardano diverse famiglie, che nel tempo acquistarono il feudo; in particolare si ricordano i Beccaria, i Castelbarco e i Maletta. Quest'ultimi, infine, cedettero il possedimento a Vercellino Visconti, il quale, però, con l'annessione al Ducato di Milano, venne sostituito dalla signoria degli Atellani.
A questa seguì la signoria Taverna (1636 - 1798), la quale rimase al potere fino al crollo del feudalesimo, quando la Lombardia divenne parte prima della Repubblica Cisalpina e poi del Regno Lombardo-Veneto. Durante l'epoca contemporanea Cilavegna divenne un comune, che nel 1818 entrò a far parte del Vigevanasco e successivamente del Regno d'Italia, avviando in parallelo una politica di industrializzazione che vide il periodo più florido tra la fine del 1800 e la prima metà del 1900.
Diverse furono le aziende nate in questi anni, ma a rimanere alla storia fu la Ca.Gi., testimone del manifesto antifascismo tipico dei cilavegnesi, poiché nel 1944 i dipendenti scioperarono in appoggio al Comitato di Liberazione dell'Alta Italia. Altre furono le esperienze partigiane della cittadina, la quale commemorò le vittime del ventennio fascista con alcuni monumenti.
Durante il secondo dopoguerra, Cilavegna vide diversi progetti per la una riconversione urbanistica e in particolare fu testimone della realizzazione (1967) di Casa Serena, collegata al centro da una nuova strada: questi progetti furono voluti dal cav. Mario Pavesi, concittadino che desiderava un luogo in cui accogliere gli ex dipendenti in pensione. Dal 1964, inoltre, venne inaugurata annualmente la festa dell'asparago.

### Simboli

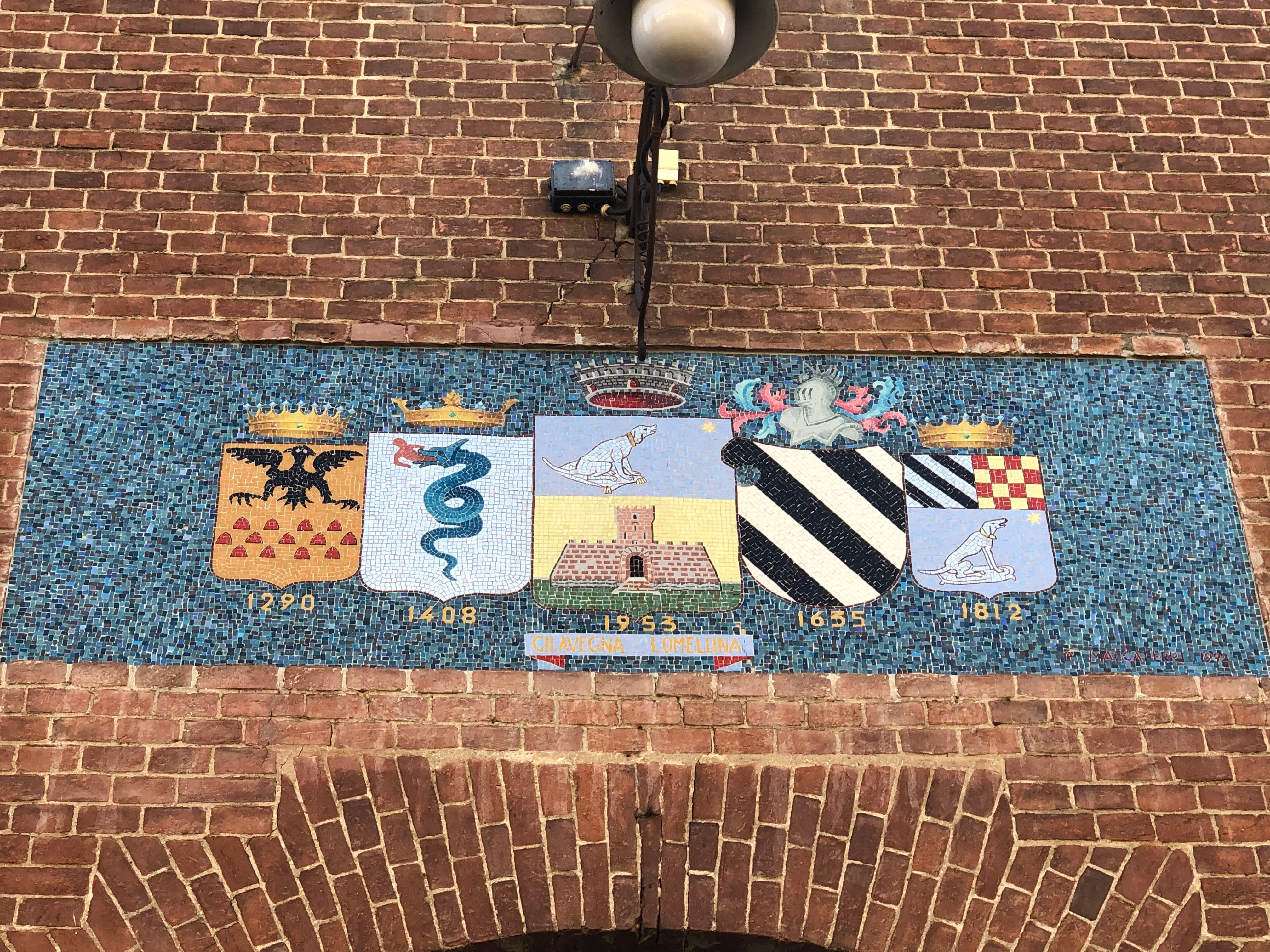
Evoluzione degli stemmi di Cilavegna

Lo stemma e il gonfalone sono stati concessi con decreto del presidente della Repubblica del 26 settembre 1954.
(Stemma concesso con D.P.R. del 26 settembre 1954)
Alcuni documenti lasciano pensare che il vero stemma di Cilavegna fosse quello del 1458, due chiavi in croce traversa col manico trifogliato, presumibilmente in riferimento a san Pietro, patrono del paese. Ciò che però è certo è che nel 1954 fu necessario realizzare uno stemma araldico poiché Cilavegna non ne aveva mai avuto uno: esso avrebbe dovuto essere troncato, in modo che all'antico stemma dei Taverna, ultimi feudatari di Cilavegna, si affiancasse la figura del castello. Concesso quindi dall'ufficio araldico, il progetto venne affidato a Piero Maccaferri.
Da allora, lo stemma fu sempre quello, ma venne spesso criticato perché non fedele ai fatti della storia cittadina: il campo dedicato alla signoria dei Taverna, infatti, risulterebbe estraneo al ramo di Cilavegna, poiché il suddetto stemma si riferisce ai signori di Landriano. L'antico emblema dei Taverna prevedeva un unico campo bianco con tre volumi trasversali neri, mentre la presenza del "cane" era tipico dei conti di Landriano; tale figura, però, venne introdotta anche a Cilavegna solo in occasione dell'unione del feudo a quello "maggiore" e fu questo, probabilmente, il motivo per cui spesso i due rami sono stati confusi tra loro.
In conclusione, si può ritenere che lo stemma avrebbe dovuto essere troncato con due campi: il primo d'argento con tre grossi volumi neri, mentre il secondo con sfondo d'oro e ritraente la figura del castello.
Il gonfalone è un drappo di azzurro.

## Monumenti e luoghi d'interesse

### Architetture religiose

#### Chiesa parrocchiale dei Santi Pietro e Paolo

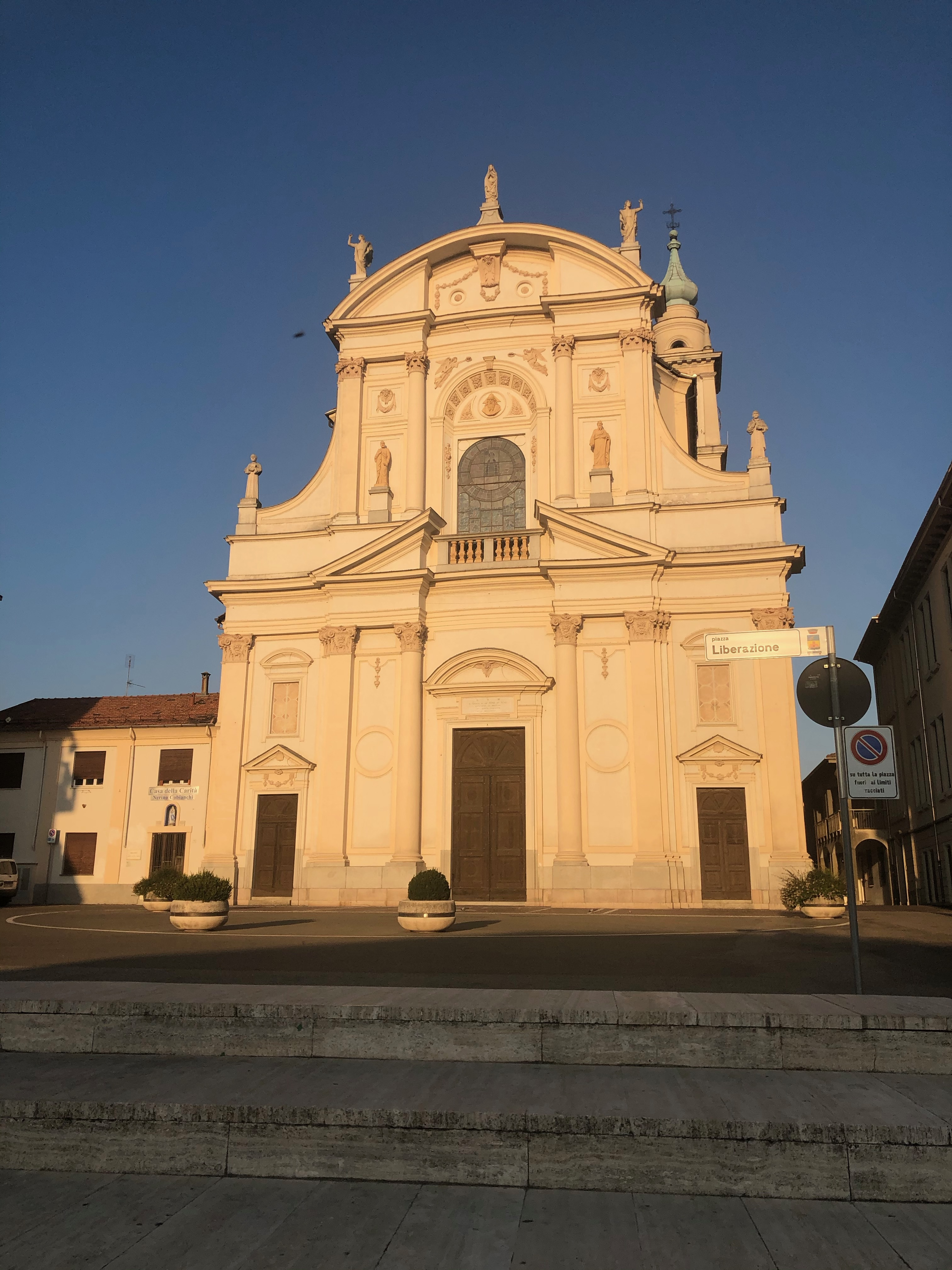
Facciata della chiesa parrocchiale

L'edificio attuale, a meno di modifiche posteriori, venne realizzato dal 1729 (anno della prima pietra del campanile) alla fine del secolo: esso si compone di una grande navata racchiusa da sei cappelle laterali e dal grande presbiterio quadrato coronato dell'abside semicircolare. Le tre campate della navata poggiano su grandi archi sorretti da colonne di ordine composito, mentre le cappelle accolgono gli altari minori intitolati alla Beata Vergine, a San Francesco da Paola (successivamente affiancato da Santa Margherita, Sant'Isidoro e San Bovo), alla Madonna dei Sette Dolori (con tre statue in stucco del Crocifisso, della Beata Vergine e di San Giovanni), a San Giuseppe, al Suffragio e alle Sante Reliquie (con le statue di San Pietro, San Paolo, di San Mattia, di San Simone, di Santa Maddalena e di San Bovo). Chiude l'elenco degli altari quello Maggiore, realizzato in marmo e adornato da un tabernacolo in pietre preziose.

Successivamente, nuovi lavori eseguiti nel 1814 innalzarono il campanile a 54 m, garantendo così la possibilità di aggiungere al sistema di campane anche un orologio in servizio del paese. Nello stesso periodo si dotò la facciata di eleganti terrecotte, che formano le parti architettoniche, e di statue poste sugli acroteri. Con la metà dell'800 quindi si può parlare di una chiesa completamente convertita al barocco. 

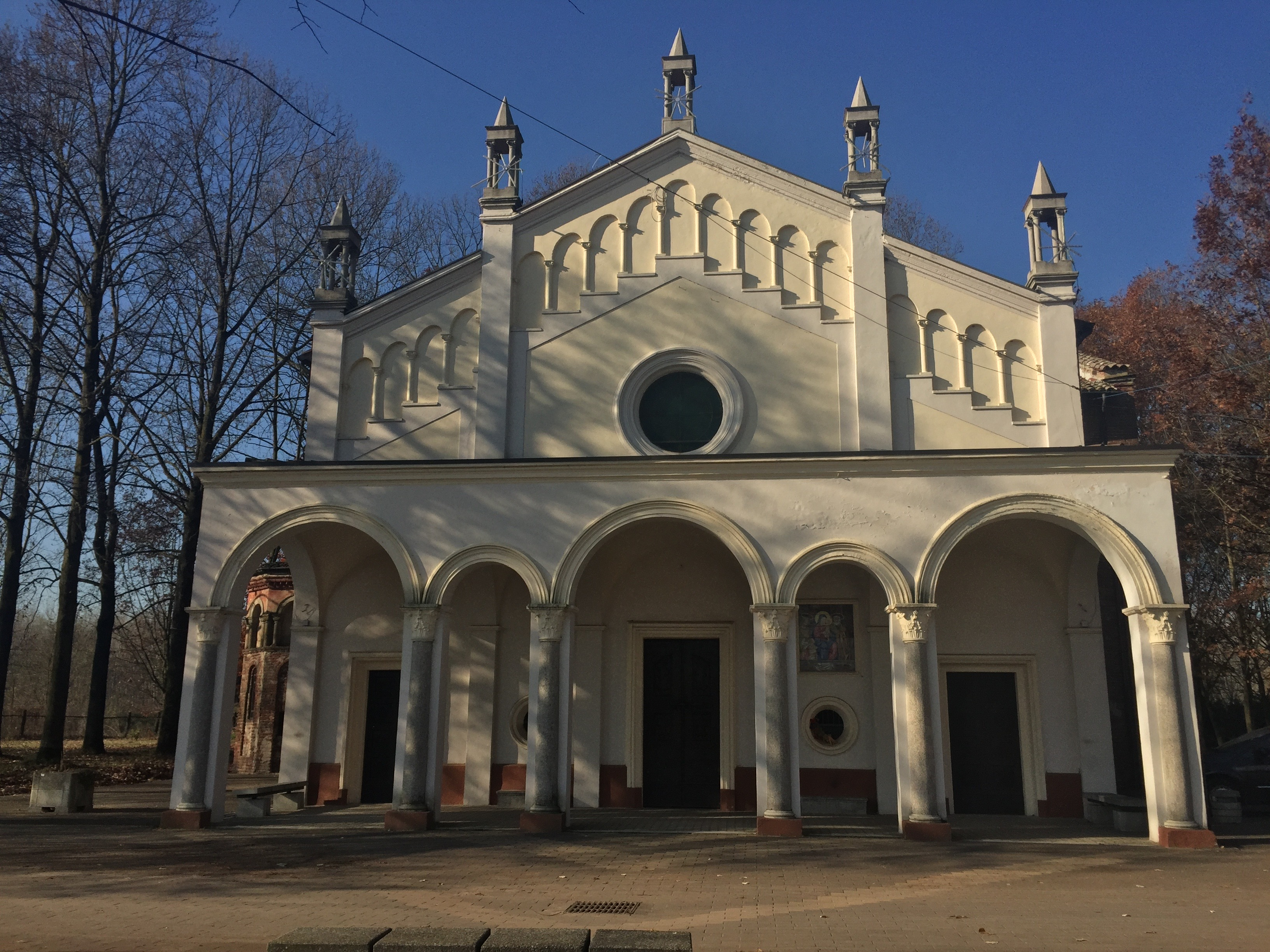
Santuario di Sant'Anna

#### Santuario di Sant'Anna
Noto anticamente come "Gesiolo della Calderlina", il Santuario di Sant'Anna si erge nella campagna cilavegnese. Esso nacque come cappella votiva nel XVI secolo al fine di custodire un famoso affresco ritraente Sant'Anna con Maria e San Gioacchino. Oggigiorno, il santuario, essendo dedicato a Sant'Anna, è l'unico non mariano in tutta la Lomellina, e costituisce un importante luogo di culto per la cittadina, soprattutto perché legato a un'antica tradizione religiosa: da più di 300 anni, infatti, si tiene il 26 luglio la festa di Sant'Anna.
Nel 1889 il santuario venne ampliato da don Giovanni Delconsole.

#### Chiesa della Beata Vergine del Rosario

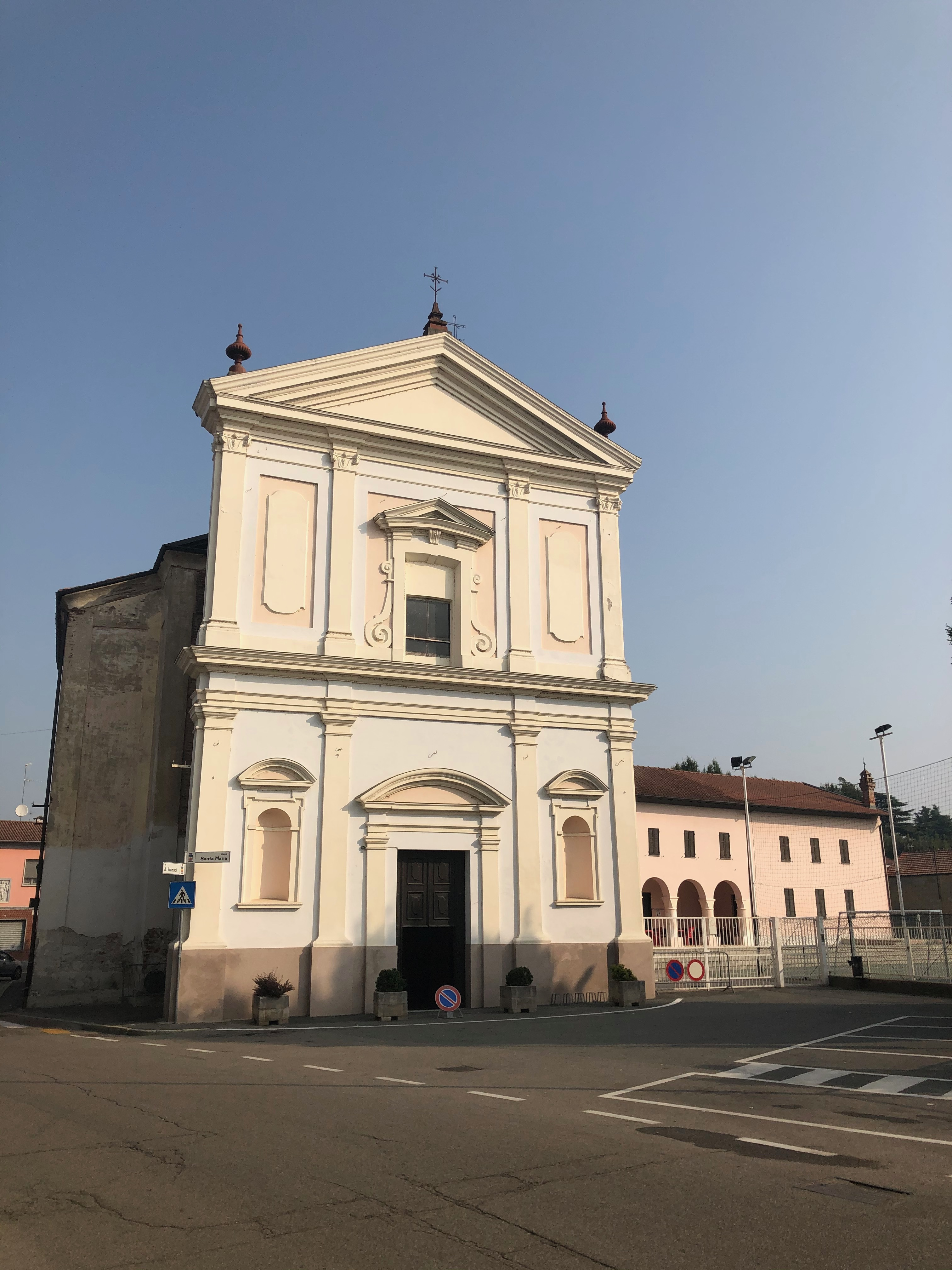
Chiesa di Santa Maria

Nota anche col nome di Chiesa di Santa Maria, venne eretta nel XV secolo e ceduta nel 1492 ai Domenicani del Prato dell'Olmo, i quali la unirono al “Vicariato dei Frati dell'Ordine vigevanese dei Predicatori alla cattedra di Pietro Martire”; la struttura subì un'importante ricostruzione nel 1640 e divenne la sede della confraternita del “Santo Rosario” nel 1660.
Caratteristica interessante è la pianta a croce greca con tre altari, di cui uno dedicato a San Giuseppe e l'altro al beato Alberto Calvi da Cilavegna, vescovo di Savona, le cui reliquie sono conservate all'interno del tempio. L'altare maggiore, invece, si presenta in un ricco sfondo seicentesco di stucchi dorati, che incorniciano la statua della Beata Vergine con le tavolette dei Misteri del S.Rosario. Nella chiesa sono presenti diverse nicchie, che contengono alcune statue in stucco e in legno: del primo tipo spiccano quelle di S. Caterina da Siena e di S. Pio V, che fu priore in questa chiesa. Altri affreschi interni risalgono al XVII secolo e raffigurano San Vincenzo Ferreri e altri santi domenicani, mentre di particolare importanza è una statua lignea del Cristo Morto custodita sulla mensa. L'edificio presenta inoltre un campanile.
La chiesa venne sconsacrata nel Settecento e utilizzata come deposito per il legname, per poi essere recuperata e restaurata in tempi successivi: ora l'edificio si può considerare parte dell'oratorio Divina Provvidenza, il quale gode di un passaggio per accedervi dal retro.

#### Chiesa della Beata Vergine del Carmine

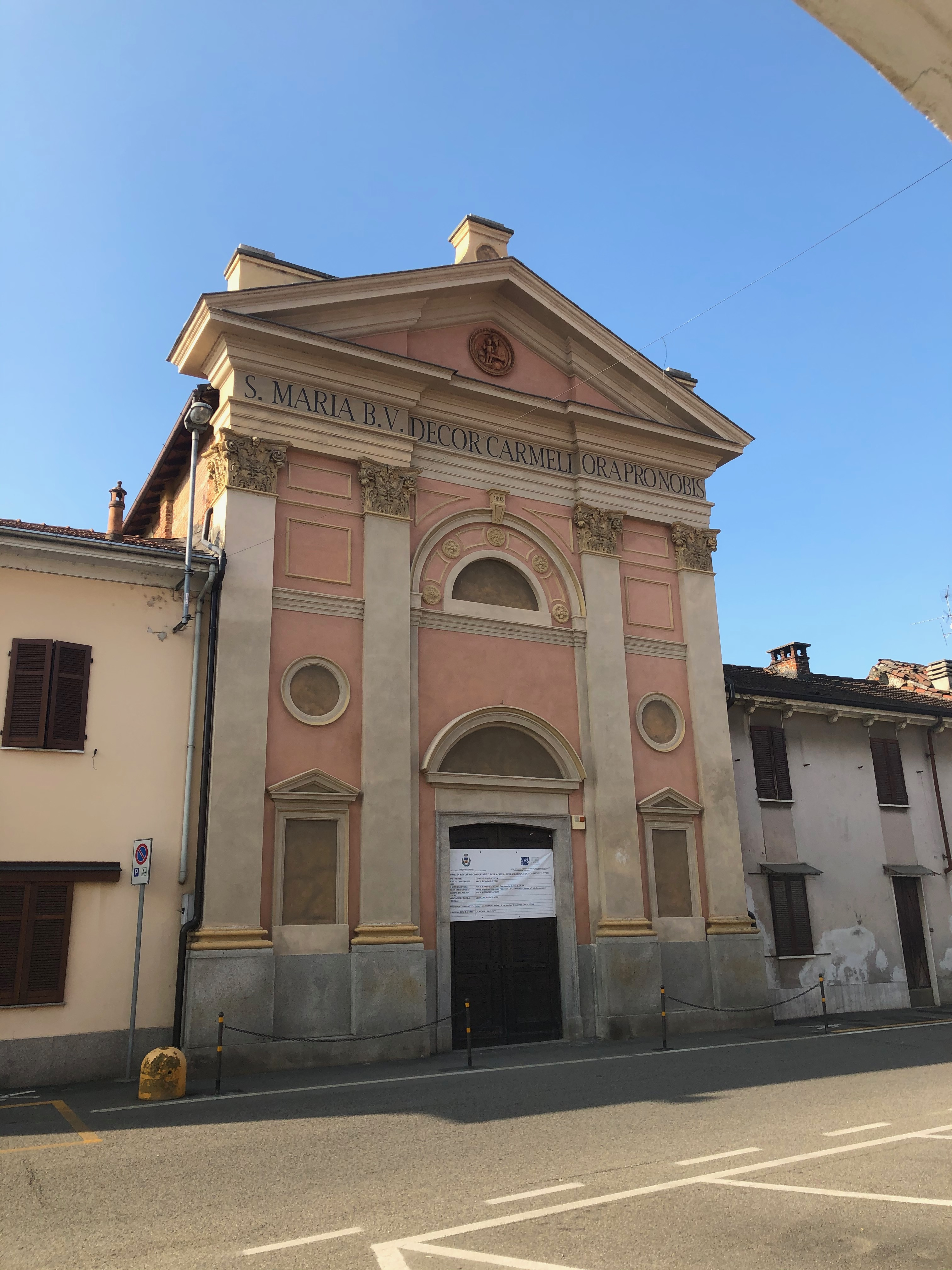
Chiesa del Carmine

Realizzata nel XVII secolo, la chiesa della Madonna del Carmine fu sede di una confraternita: prima devota alla Madonna del Carmelo e poi, con la venuta di Napoleone, con il titolo di Confraternita del SS. Sacramento, alla quale furono unite quelle dei Santi Rocco e Cristoforo.
L'edificio è contraddistinto da una pianta a un'unica navata con due altari laterali, dedicati l'uno a S. Carlo e a S. Cecilia l'altro a S. Antonio e a S. Fermo, e quello maggiore, realizzato in marmo, che custodisce la statua della B. Vergine. Di rilievo sono anche il coro in legno e l'acquasantiera del Quattrocento.
Inizialmente la chiesa presentava anche un importante campanile, elemento di spicco dell'antico rione "Breia", ma, nella notte tra il 5 e il 6 maggio 1961, la struttura subì un cedimento. Questo episodio portò la struttura a essere via via abbandonata, finché non venne sconsacrata. Da allora è stata adibita a deposito o come luogo per manifestazioni.

#### Chiesa della natività di Maria in San Martino

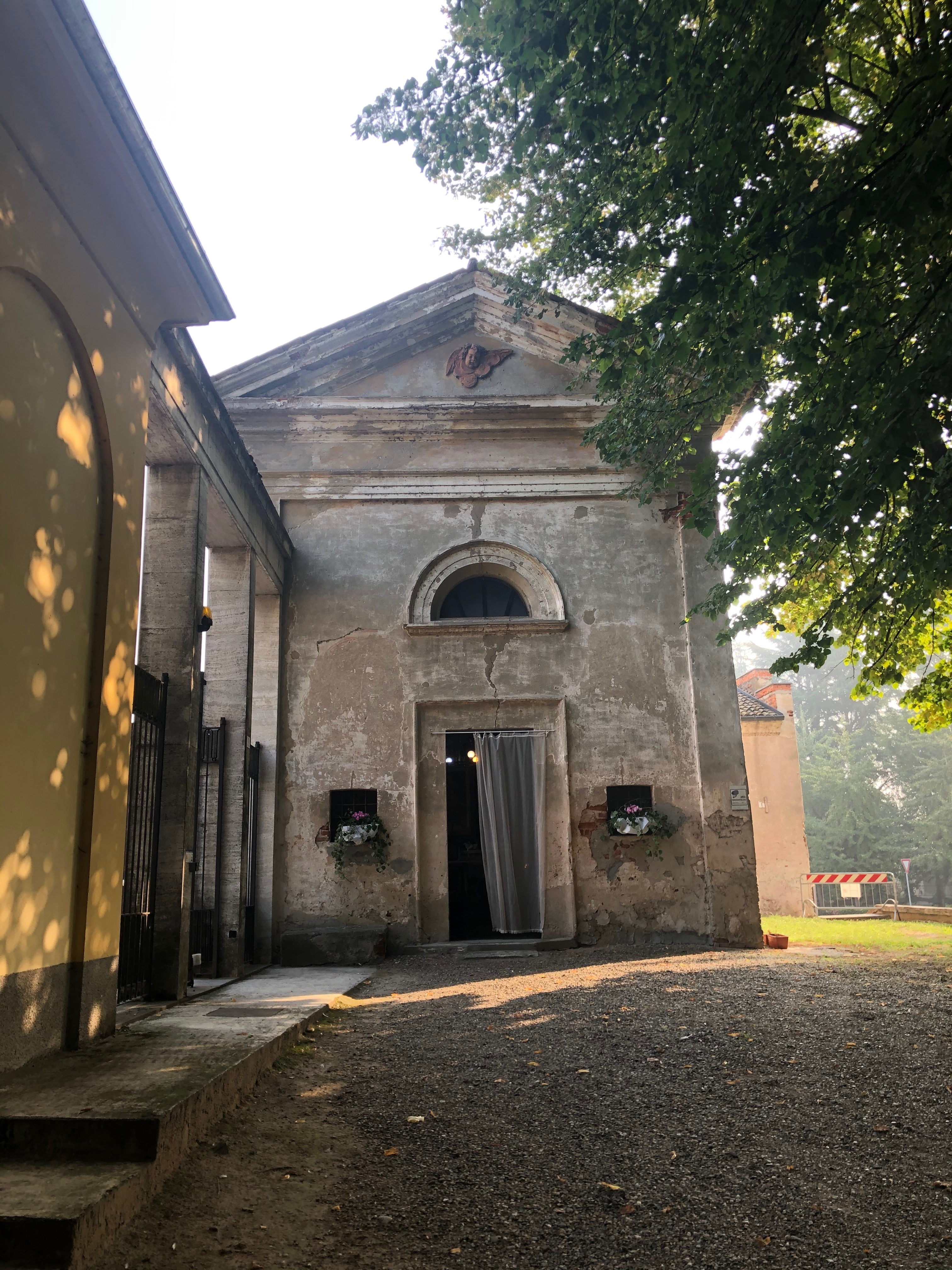
Chiesa di San Martino

Lo stato in cui si presenta attualmente è alquanto diverso dal quello primitivo, risalente al XV secolo, di cui si notano alcuni resti nella parte esterna, verso il cimitero.
La facciata presenta alcuni affreschi nel portale e sopra le finestrelle, ma le tracce rimangono quasi nulle a causa dei vari interventi di tinteggiatura, che hanno coperto parte delle decorazioni. Anche all'interno sono presenti degli affreschi, risalenti al XV secolo: uno, ridotto a un frammento, rappresenta parte del viso della Madonna; un altro, datato 1523, ha per soggetto la Madonna in trono col Bambino. Quest'ultima icona, vista l'attenzione di diverse autorità ecclesiastiche durante il XVIII secolo, portò all'aggiunta, al primo titolo di S. Martino, del nome di Maria: ora, infatti, la chiesetta è dedicata alla natività di Maria in San Martino.
La struttura interna consiste in un'unica navata con un'abside semicircolare, ma non nacque così poiché quella odierna è frutto di alcune modifiche apportate nel XVI secolo. In generale comunque la chiesa presenta una falsa fisionomia gotica, unita ad alcuni elementi dell'antica impronta romanica.
In origine l'edificio dava il nome alla porta nord del paese.

#### Oratorio Divina Provvidenza

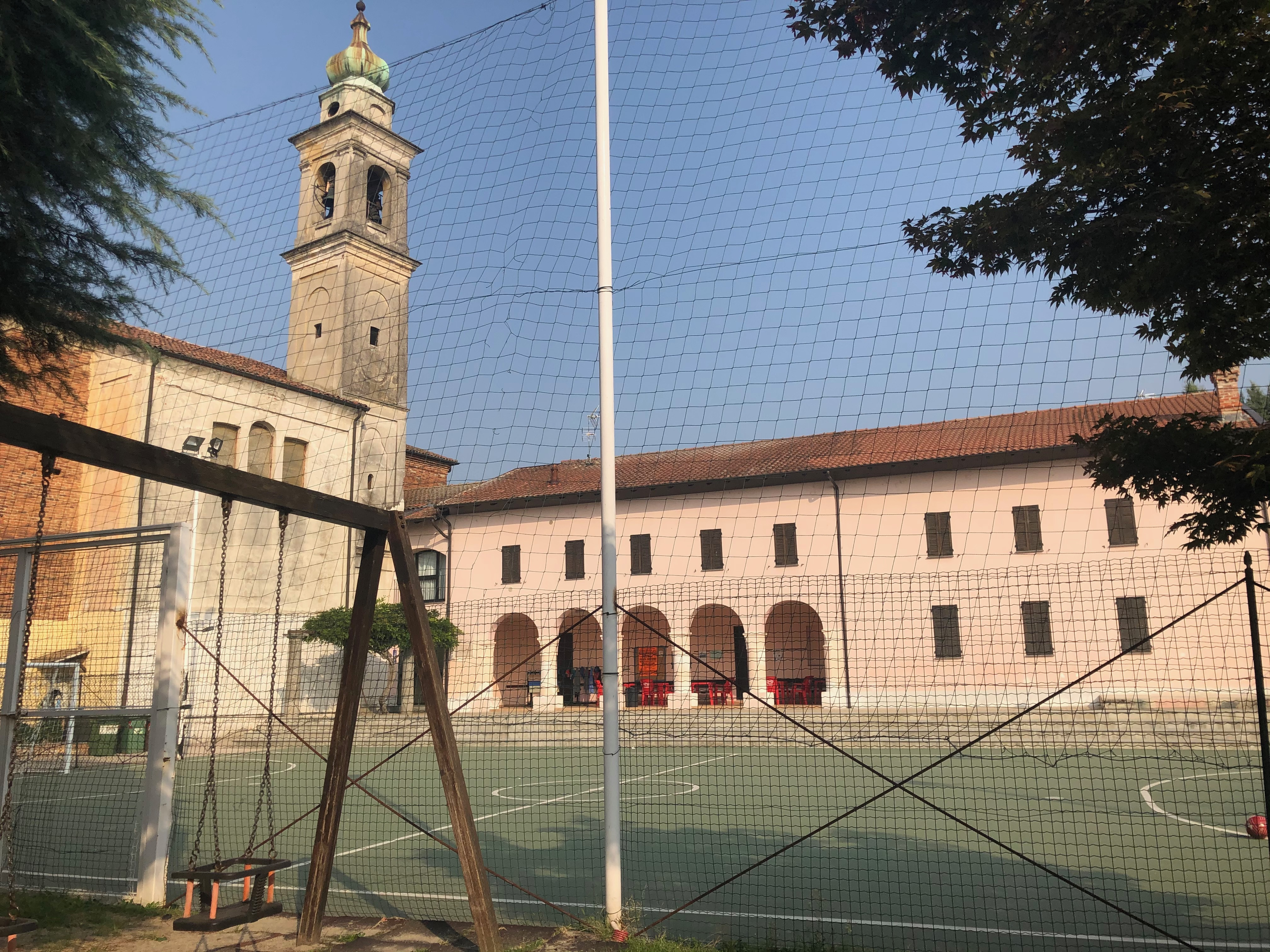
Oratorio Divina Provvidenza

L'edificio è stato realizzato in occasione della cessione di alcuni terreni, denominati prato dell'Olmo, a un gruppo di Domenicani: tale atto avvenne nel 1492 e il progetto ebbe subito lo scopo di incorporare una cappella dedicata alla Madonna (attuale chiesa di Santa Maria) risalente alla prima metà del 1400. Successivamente, intorno al 1680, avvenne un'importante opera di ristrutturazione, che comprendeva anche l'antica chiesa del priorato, alla quale fu aggiunto il campanile. Questi, però, necessitò di alcuni contrafforti, per la cui realizzazione venne eliminata parte del porticato.
Nel corso del tempo la struttura ha subito numerosi restauri e al suo interno ha accolto sia alcuni frati dell’Ordine dei Predicatori sia diversi gruppi di suore, ma l'evento che determinò un cambiamento radicale della struttura fu la conversione a oratorio nel 1981: da allora, infatti, Cilavegna contò un nuovo luogo di ritrovo per i giovani, grazie ai due campi da calcio e alle attrezzature interne. La struttura, però, venne adibita anche a luogo di catechesi, vantando diverse stanze utilizzare proprio per questo scopo e, soprattutto, a sede del centro estivo parrocchiale, che accoglie centinaia di bambini ogni anno.
Altri restauri hanno riguardato sia gli interni sia gli spazi esterni: in particolare, negli anni 2000 venne realizzato un nuovo campo da calcio in resina, in sostituzione del precedente in terra battuta, mentre una piccola zona inutilizzata venne concessa al comune per realizzarne un giardinetto pubblico.

#### Chiesa della Beata Vergine di Oropa
Risalente al XIX secolo, la chiesa della Beata Vergine di Oropa era concepita come per essere di stile gotico a tre navate con ambulacro nell'abside, però la morte dell'iniziatore, don Giovanni Delconsole, troncò i lavori e l'edificio fu ridotto alla semplice abside col presbiterio. All'interno è custodita l'effige della Beata Vergine d'Oropa, mentre all'esterno è caratteristico il campanile.

#### Chiesa di Sant'Antonio abate
Dedicata a Sant'Antonio abate, risale al periodo romanico e si rifà al modello delle antiche cappelle per viandanti: è infatti posta lungo la strada che conduceva a una porta che proprio da questa chiesa prendeva il nome. L'edificio in realtà si costituiva di una struttura più ampia, che però, a causa dello stato di abbandono, fu demolita nel 1779 in favore della costruzione, nel XX secolo, di una semplice cappelletta votiva.

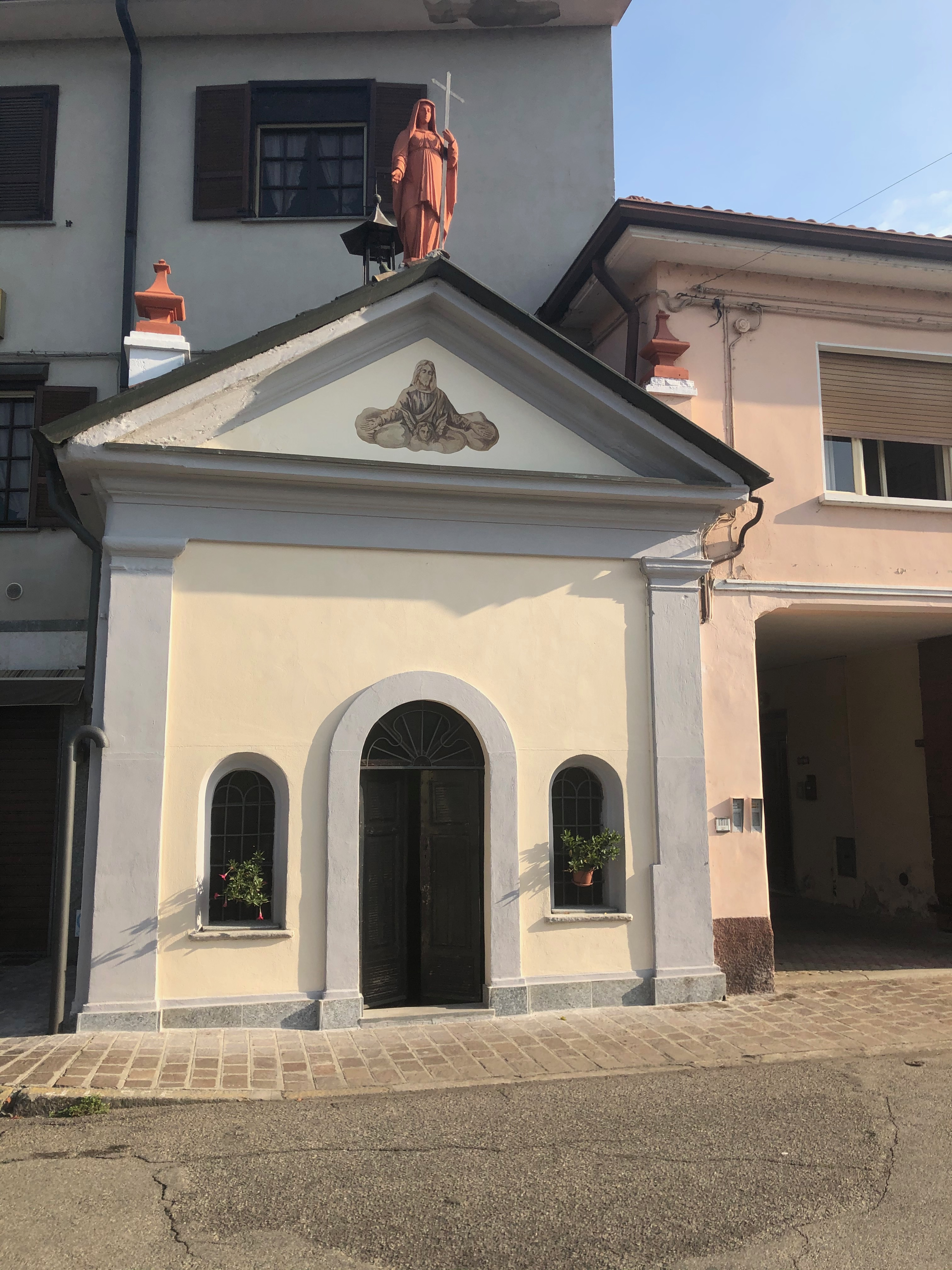
Chiesa di Sant'Antonio abate

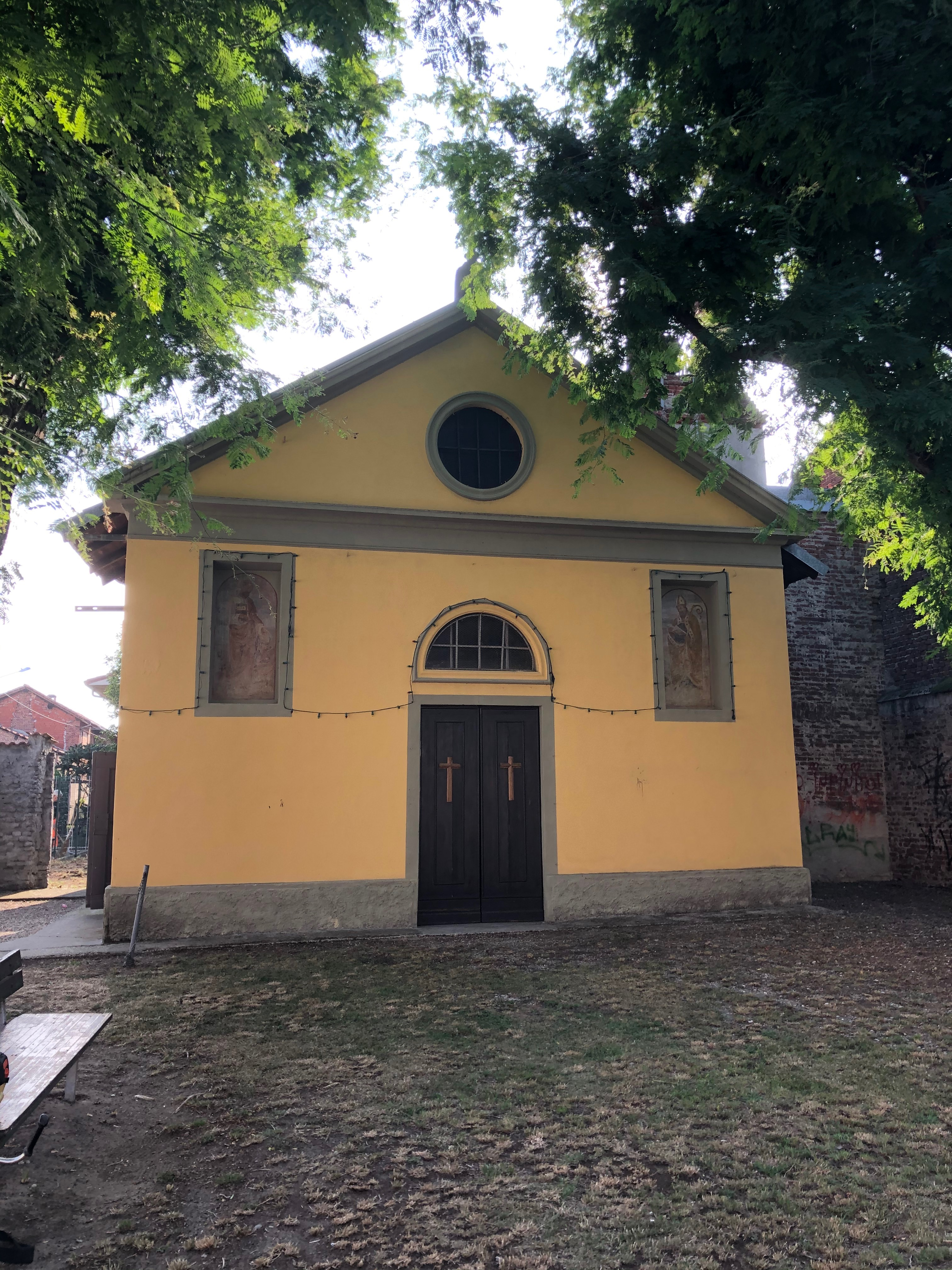
Chiesetta d'Oropa

### Architetture civili

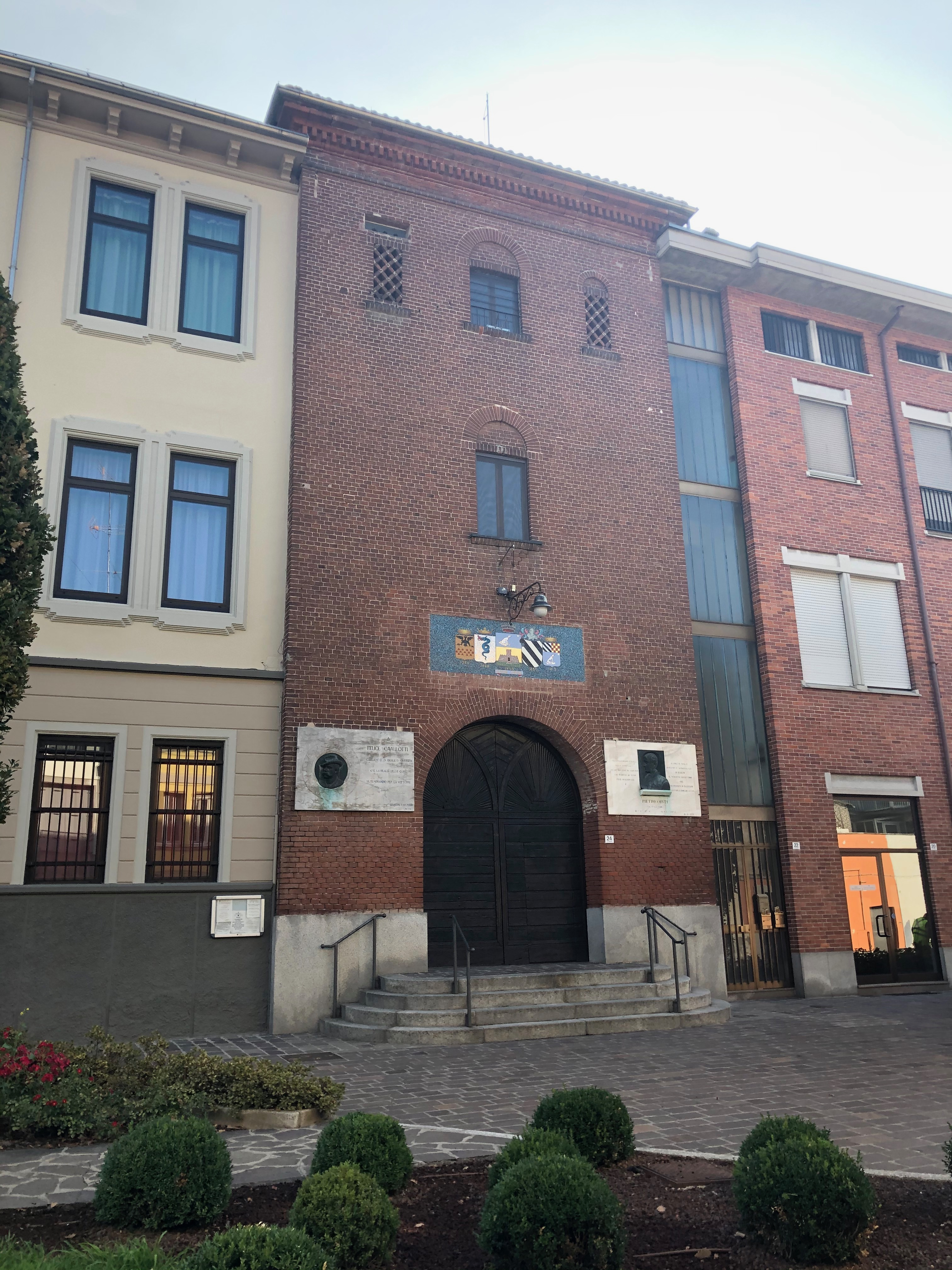
Torrione dell'antico castello

- Casa di riposo "Serena": fondata il 9 aprile 1967 dal sindaco Giovanni Falzoni e dall'imprenditore Mario Pavesi, essa è costituita da un edificio per l'accoglienza e le cure degli ospiti e da un parco ricco di vegetazione.
- Casa di Pietro Conti: oramai in stato di abbandono, essa è legata alle vicende intorno alla figura di Pietro Conti, inventore del tachigrafo, precursore della macchina per scrivere; l'uomo infatti, nacque e morì al suo interno, come sottolinea una targa affissa il 2 maggio 1979.
- Casa di Mario Pavesi

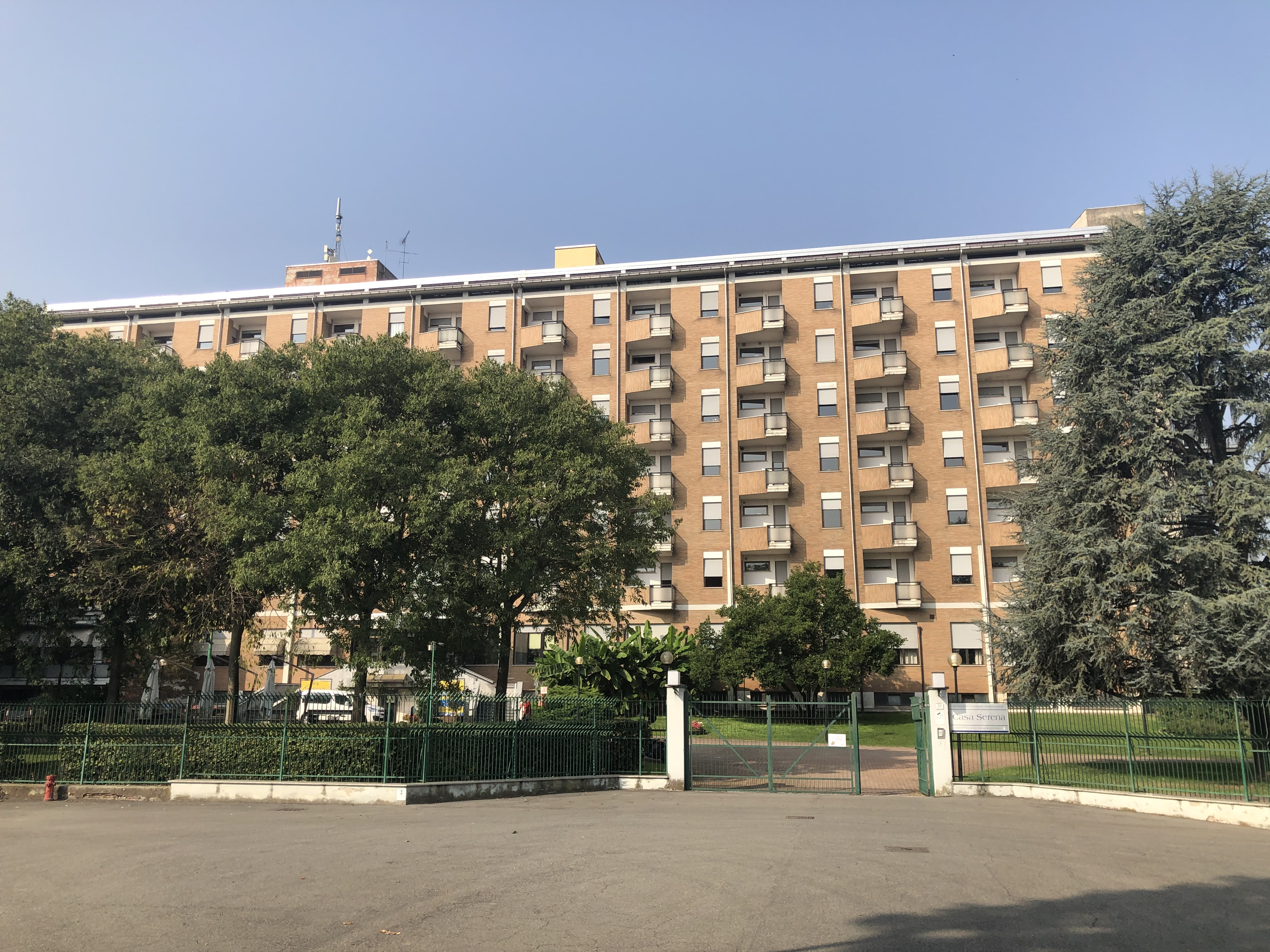
Casa "Serena"
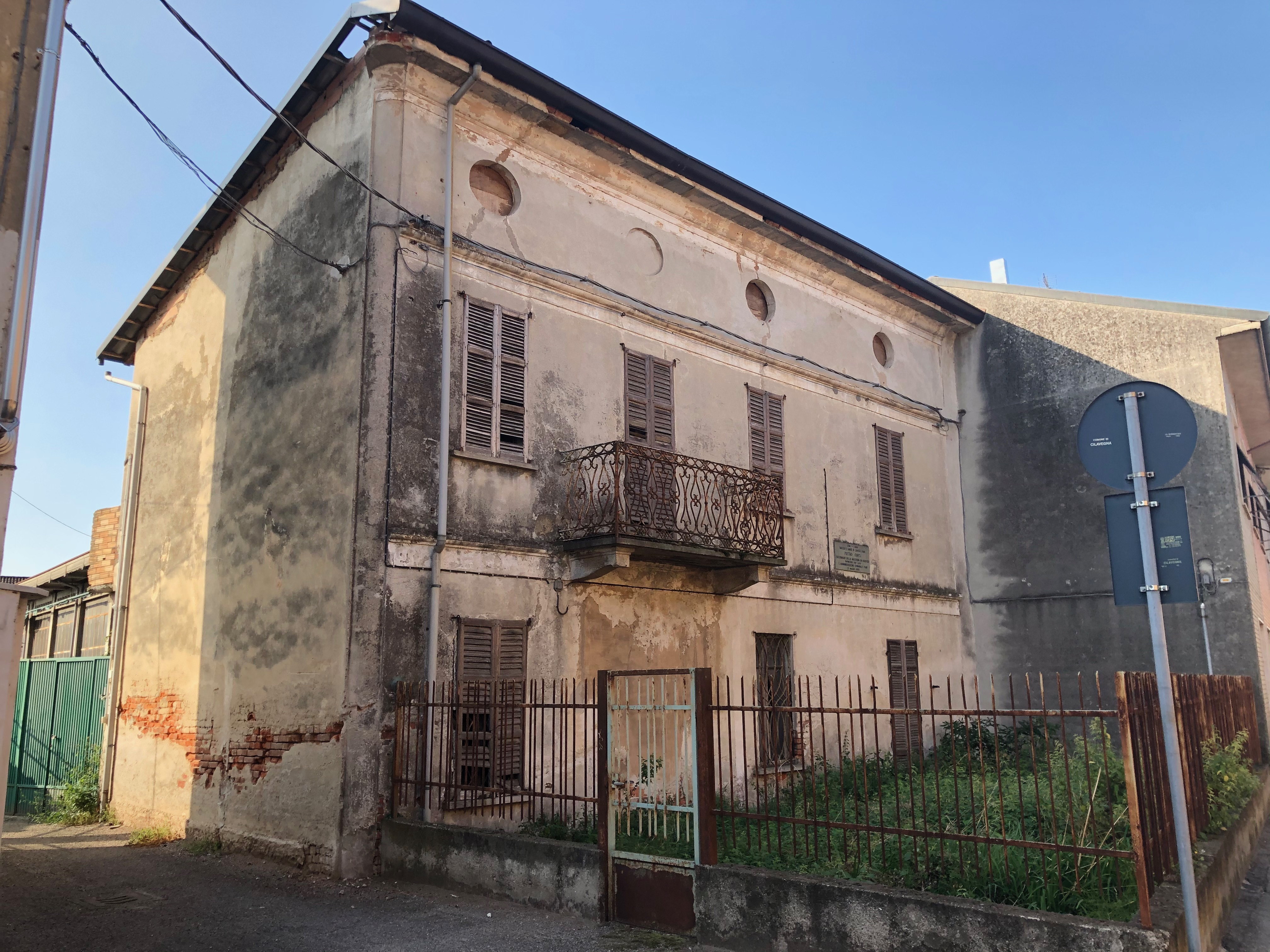
Casa di Pietro Conti

### Architetture militari

#### Il castello
Nel X secolo, Cilavegna venne fortificata grazie alla concessione che Re Berengario I fece al vescovo di Pavia con l'obiettivo di una migliore difesa dalle incursioni degli Ungari. Successivamente, in epoca rinascimentale, la struttura divenne un vero e proprio castello, ma, nella seconda metà del '500, questa venne ridotta a dimora signorile: gli elementi prettamente militari vennero abbattuti e i mattoni ricavati furono utili alla costruzione di parte degli edifici circostanti.
Della primitiva rocca rimane oggi una traccia architettonica nell'area del palazzo comunale che sorge proprio sulle rovine dell'antico castello: nello specifico l'ingresso è contraddistinto da un torrione massiccio con una porta arcuata che corrisponde all'antico ingresso del fortilizio.

### Altro
- Pietra d'Inciampo in onore di Giovanni Maccaferri.
- Lastre commemorative in onore degli eroi e delle vittime della seconda guerra mondiale.
- Monumento ai caduti della prima guerra mondiale.
- Monumento ai bersaglieri d'Italia.

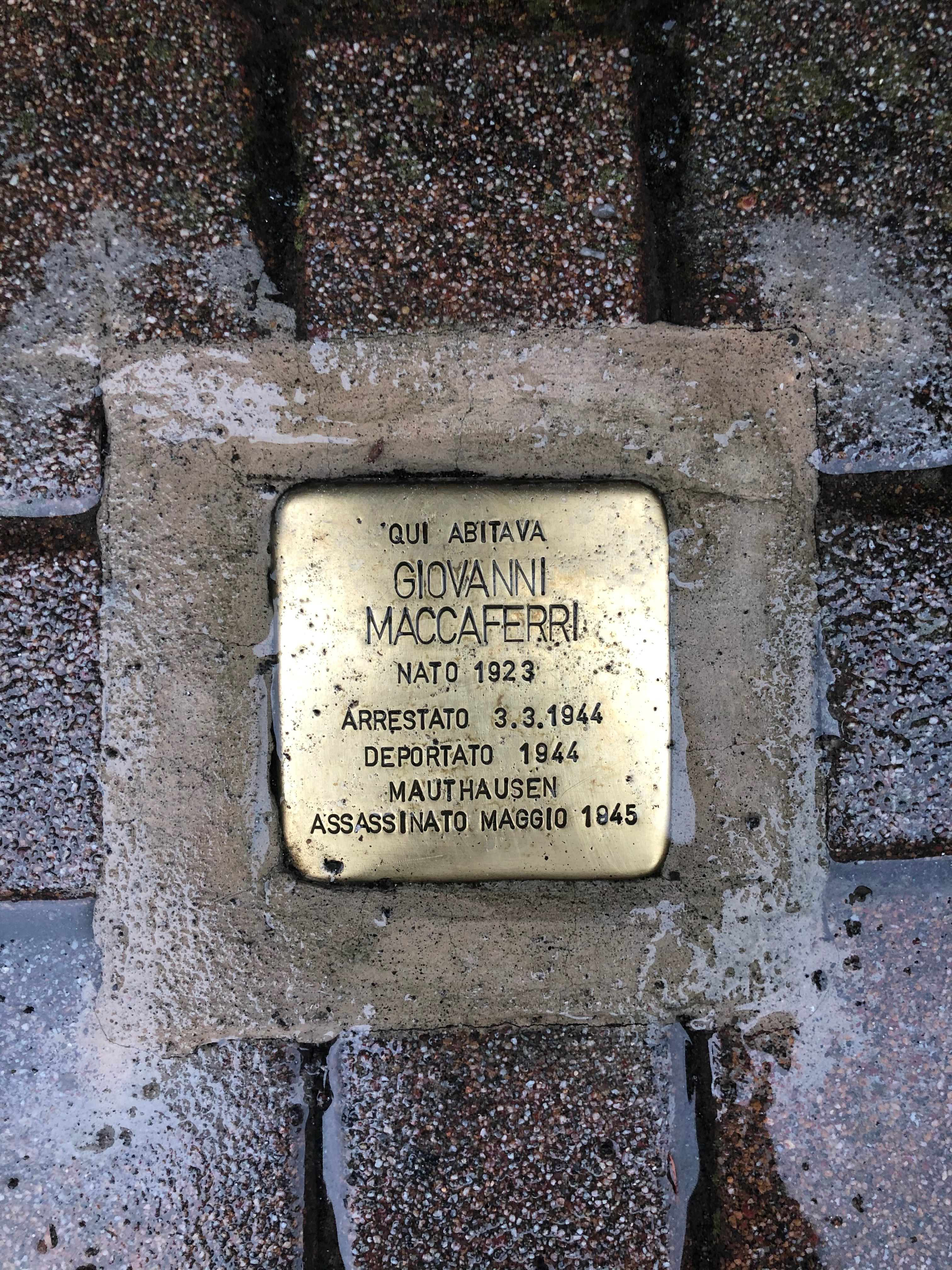
Pietra d'Inciampo per G. Maccaferri
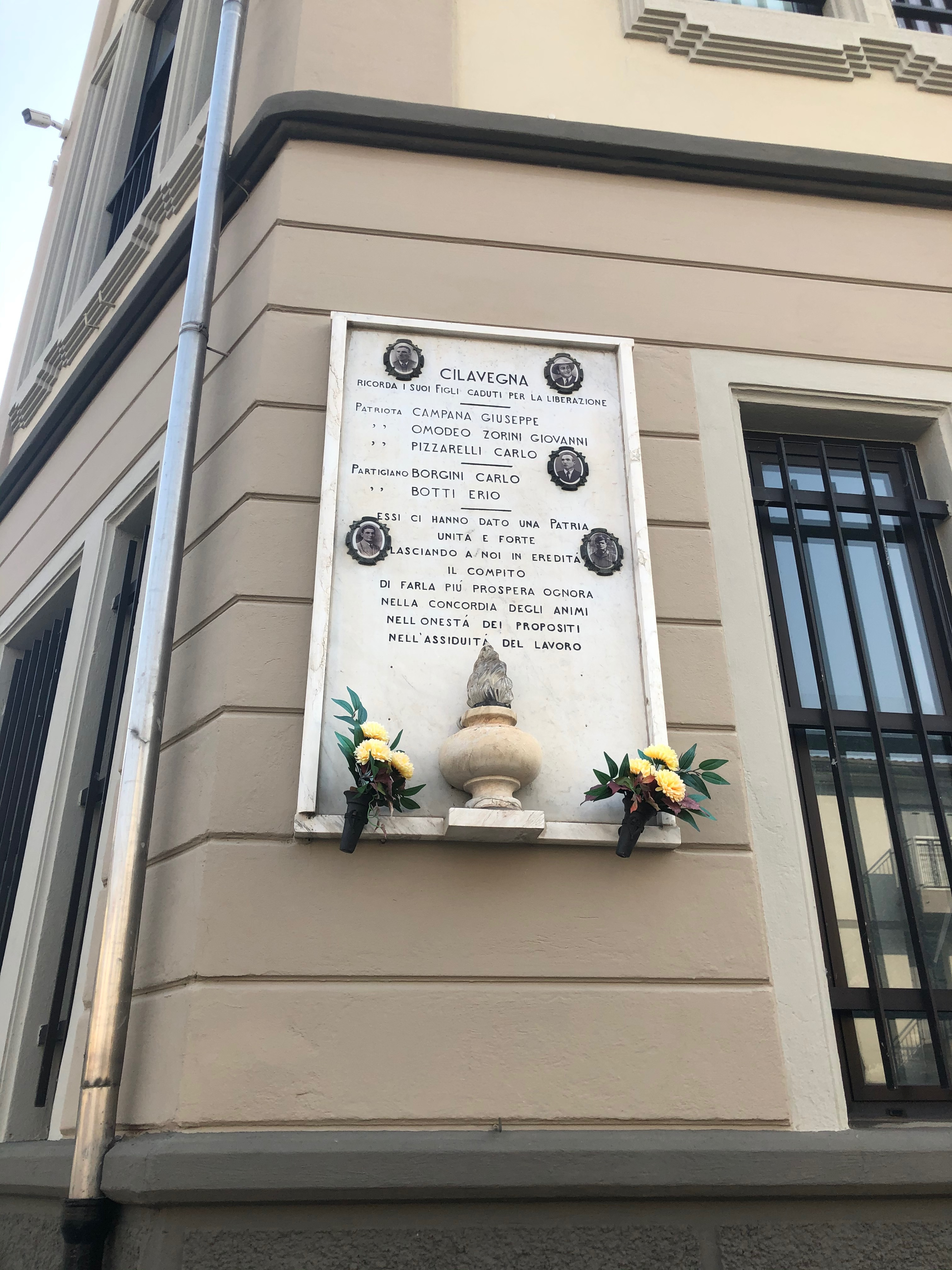
Lastra commemorativa posta sulla facciata della scuola elementare
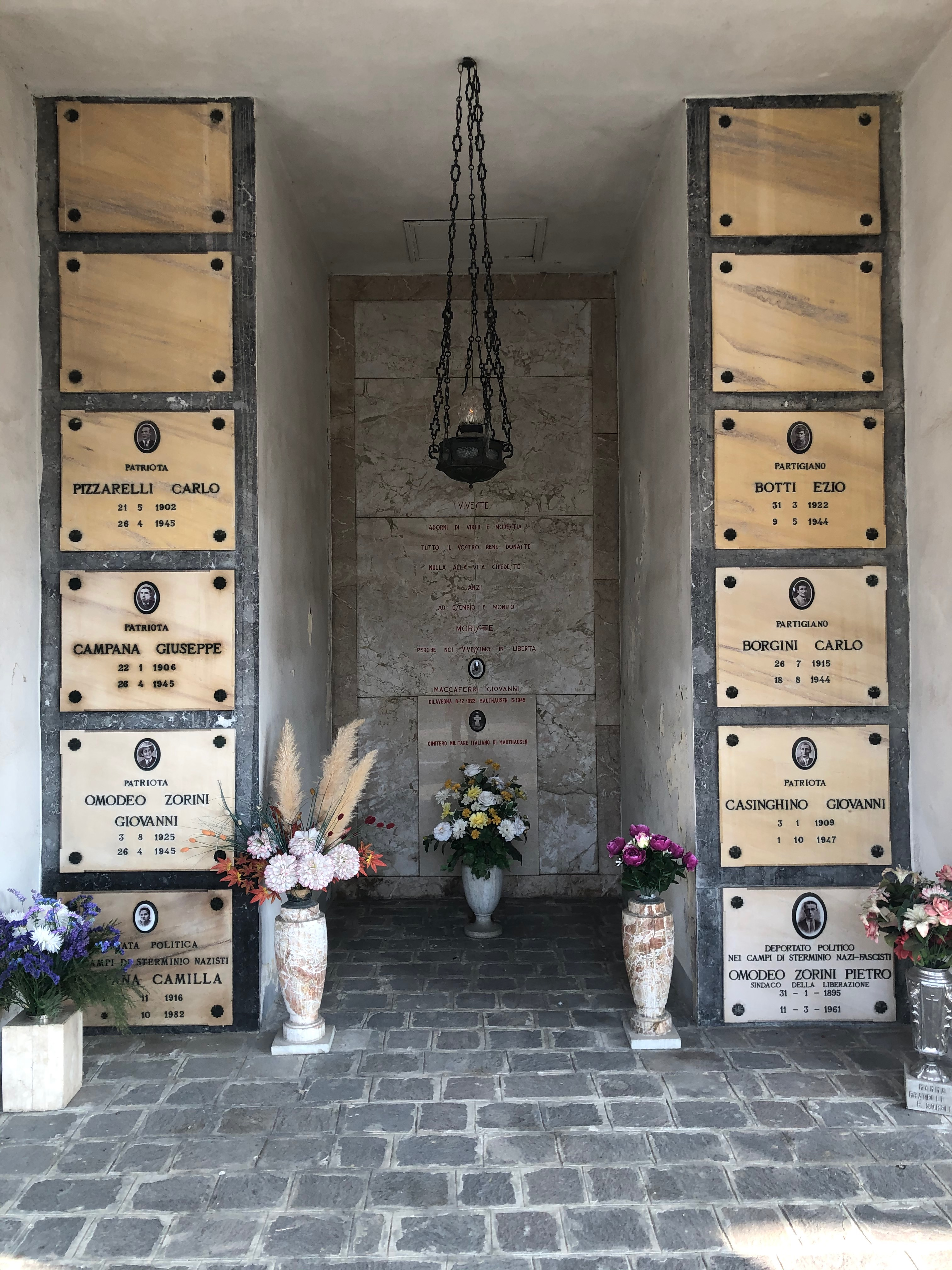
Tomba in onore dei patrioti della II guerra mondiale
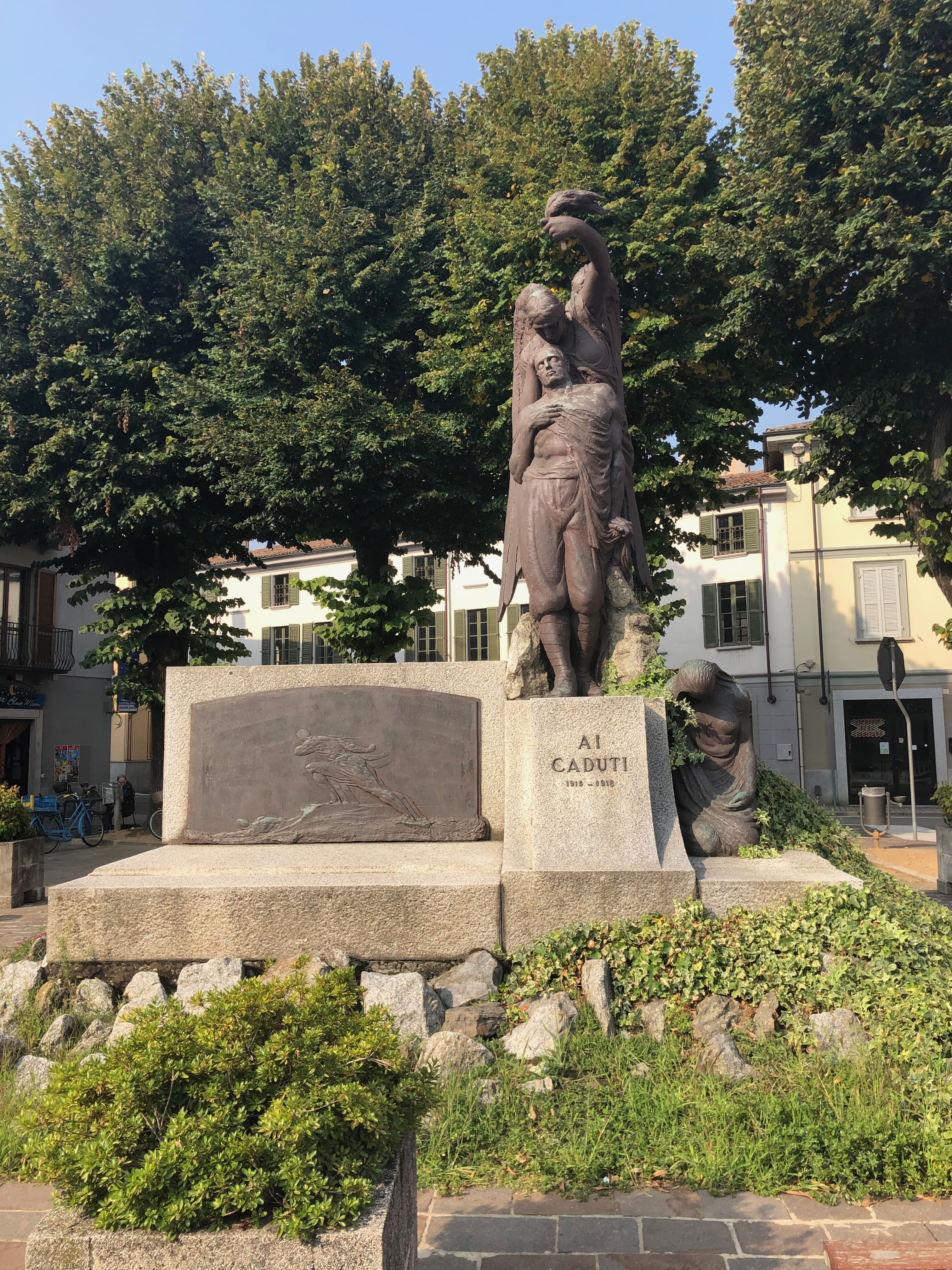
Monumento ai caduti I guerra mondiale, in piazza Garibaldi
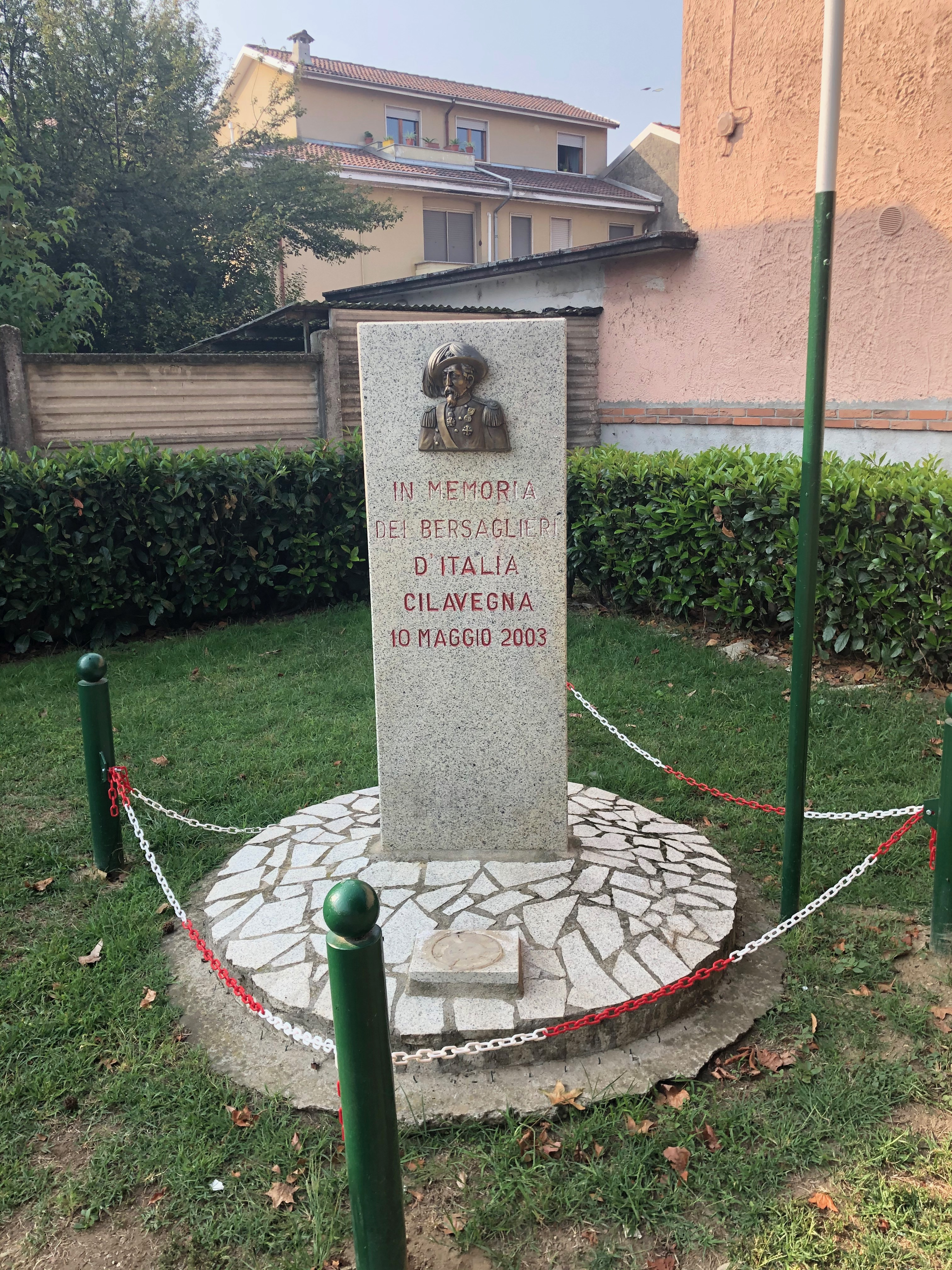
Monumento ai bersaglieri d'Italia

### Aree naturali
- Parco Robert Baden Powell
- Parco Palmiro Togliatti
- Parco Gianni Rodari
- Parco Sandro Pertini
- Area cani pubblica
- Laghetto Airone

## Società

### Evoluzione demografica
Abitanti censiti

### Etnie e minoranze straniere
Secondo l'ISTAT, i residenti di origine straniera a Cilavegna al 31 dicembre 2018 sono 296, ovvero il 5,4% del totale. La comunità straniera più numerosa è quella proveniente dalla Romania (1,26%), seguita da quella albanese (0,68%) ed egiziana (0,49%).

### Tradizioni e folclore
- Festa dell'Asparago Rosa[54]
- Festa patronale dei SS. Pietro e Paolo[54]
- Festa di Sant'Anna[54]

## Cultura

### Istruzione

#### Biblioteche
- Biblioteca "Roberto Rampi"

#### Scuole
- Scuola dell'Infanzia “Celestina Falzoni”
- Scuola Primaria “G. Cordone”
- Scuola Secondaria di primo grado "Pietro Conti"

### Media
- Radio Amica

### Teatro
- Teatro polifunzionale

### Cucina

#### Asparago Rosa
Nelle zone di Cilavegna sono presenti diversi campi, le aspargiaie, dove si producono turioni con l'apice rosato: questa caratteristica particolare è dovuta alla stratificazione alluvionale del terreno ricco di minerali ferrosi. Per salvaguardare una tradizione agricola lunga cinquecento anni, nel 1987 si è costituito il Consorzio Produttori Asparagi Cilavegna (CON.P.A.C.), che riveste un ruolo importante soprattutto in occasione dell'annuale festa dell'asparago. Dal 2006 il CON.P.A.C. ha ricevuto dal comune di Cilavegna il marchio De.CO.

## Geografia antropica

### Suddivisioni storiche
Le contrade di origine settecentesca che dividono Cilavegna sono quattro:
- Rione Oropa (zona sud-ovest), corrispondente alla corporazione dei contadini;
- Rione Dosso (zona nord-ovest), corrispondente alla corporazione dei fornai;
- Rione Castello (zona centrale), corrispondente alla corporazione dei fabbri e mestieri artigiani;
- Rione Sant'Antonio (zona sud-est), corrispondente alla corporazione dei bottai

### Frazioni
Il comune di Cilavegna presenta come unica frazione la località Case Nuove.

### Amministrazione
Ecco lo storico dei sindaci di Cilavegna dal 1985 ai giorni nostri.
| Periodo        | Periodo        | Primo cittadino         | Partito                             | Carica  | Note |
| -------------- | -------------- | ----------------------- | ----------------------------------- | ------- | ---- |
| 21 giugno 1985 | 18 maggio 1990 | Giovanni Falzoni        | Partito Comunista Italiano          | Sindaco |      |
| 18 maggio 1990 | 5 ottobre 1994 | Giovanni Falzoni        | Partito Comunista Italiano          | Sindaco |      |
| 24 aprile 1995 | 14 giugno 1999 | Carlo Pisani            | Progressisti (1994)                 | Sindaco |      |
| 14 giugno 1999 | 14 giugno 2004 | Carlo Pisani            | Lista civica                        | Sindaco |      |
| 14 giugno 2004 | 08 giugno 2009 | Giusto Fuga             | Lista civica                        | Sindaco |      |
| 08 giugno 2009 | 26 maggio 2014 | Giuseppe Federico Colli | Il popolo della libertà - Lega Nord | Sindaco |      |
| 26 maggio 2014 | 27 maggio 2019 | Giuseppe Federico Colli | Lista civica Uniti per Cilavegna    | Sindaco |      |
| 27 maggio 2019 | 10 giugno 2024 | Giovanna Falzone        | Lista civica Uniti per Cilavegna    | Sindaco |      |
| 10 giugno 2024 | in carica      | Manuel Maggio           | Lista civica Attiva Cilavegna       | Sindaco |      |

### Gemellaggi
- Condat-sur-Vienne, dal 1956[59]

## Sport

### Società sportive
A Cilavegna sono presenti le seguenti società sportive:
- A.S.D. Arcieri Telemachos (tiro con l'arco)
- A.S.D. Basket Club Cilavegna (pallacanestro)
- A.S.D. Olimpic Cilavegna[61] (calcio)
- APS I Cormorani[62] (pesca sportiva)
- P.G.C. Volley Cilavegna (pallavolo)
- A.S.D. New Artifex
- Pool Cilavegna Sport

### Impianti sportivi
- Palasport
- Campo sportivo comunale
- Tropical Aquapark
- Bocciodromo Comunale